# 일곱 개의 기타
《7개의 기타》(Seven Guitars)는 미국의 극작가 오거스트 윌슨의 희곡으로 1995년에 상연되었다. 이 희곡은 1948년을 배경으로 한 일곱 명의 아프리카계 미국인들의 이야기이다. 이 희곡은 7명의 주인공들이 주인공 중 한 명의 장례식을 회상하며 시작되고 끝을 맺는다. 일곱 개의 기타는 윌슨의 피츠버그 사이클의 작품(펜실베이니아주 피츠버그에 살고 있는 아프리카계 미국인의 삶을 10년 단위로 시간적 배경을 설정한 문집) 중 1940년대를 표현하는 작품이다. 7명의 주인공은 윌슨의 헤들리 2세(1980년대 배경)라는 작품에 다시 등장한다.

## 줄거리
프로이드 바튼이 녹음한 노래 "That's All Right"은 라디오에서 큰 인기를 끌게 된다. 녹음 책임 프로듀서는 그에게 시카고로 돌아와 또 다른 앨범을 녹음하자고 제의한다. 프로이드는 첫 번째 앨범 녹음으로 받은 월급을 모두 탕진하고 그의 기타까지 저당잡힌다. 그리고, 그의 여자친구 베라를 배신하고 다른 여자를 만나고, 또 다른 여자를 만나는 방탕한 생활을 하다 급기야 어머니 장례식을 마치고 집으로 돌아오는 길에 경찰에 체포되어 감옥에서 90일을 보낸다. 일년동안 갖가지 고생을 한 후에, 프로이드는 지난날의 잘못을 후회하며, 마음을 다잡아 시카고로 돌아온다. 그러나, 불행하게도, 잘못을 바로잡아보려던 그의 방법은 본질적으로 헛점투성이였다.
이 연극의 되풀이되는 주제는 개인적 그리고 사회적 병폐에 맞서 싸우며, 휴머니티, 자아 이해와 자기 수용을 추구하려는 아프리카계 미국 남자의 이야기이다. 포학하고, 충격적인 건방진 흑인 캐릭터는 이 연극에서 되풀이되는 상징이다.

## 수상 경력
수상
- 뉴욕 드라마 비평가 협회 : 최고 연극상 (1996년)

후보
- 퓰리처 : 드라마 부문 (1995년)
- 드라마 데스크 : 최우수 연극상 (1996년)
- 토니상 : 최우수 연극상(1996년)